# 최윤식 (수학자)
최윤식(崔允植, 1899년 ~ 1960년 8월 3일)은 대한민국의 수학자이다. 호는 동림이며 평북 선천에서 출생하였다.
경성고등보통학교를 거쳐 1918년 동교 사범과를 졸업하였다. 1922년 히로시마 고등사범학교 제1부를 졸업하였고, 1926년 도쿄 대학 수학과를 졸업하였다. 이해 귀국하여 휘문고등보통학교·경성공업학교 등의 교사로 있었다. 1940년 서울대학교 문리과 대학 교수에 이어 대한 수물학회 회장에 선출되었으며, 1954년 대한수학회가 창립되자 초대회장이 되었다. 그리고 이 해 학술원 추천 회원이 되었다.
1954년 4월 6일에 대한민국 학술원 회원으로 선출되었다 자유당이 이승만의 종신집권을 위해 사사오입 개헌을 추진할 때 '재적의원 203명 중 2/3이 찬성해야 한다.'는 것을, 최윤식 교수가 203명의 2/3이 135.33…명이므로, 반올림해서 135명만 찬성하면 된다고 이승만 측에 말해주었다. 당시 개헌에 필요한 한표가 모자랐던 상황에 '사사오입'(四捨五入, 4는 버리고 5는 올린다)이라는 아이디어는 궤변이라고 알려져 있다.
1955년 그후, 55년 미국 시카고대학에서 수학을 연구하고 귀국, 56년 서울대학에서 이학박사 학위를 받고 이어 서울대학 대학원장·문교부고시위원 등을 지냈다. 그는 대한민국 수학자로서는 최초로 박사 학위를 받았다. 문교부로부터 교육자 근속상을 수여받았다. 사사오입 개헌에 기여하였다.